# دیانو سن پیترو
دیانو سن پیترو (به ایتالیایی: Diano San Pietro) یک کومونه در ایتالیا است که در استان ایمپریا واقع شده‌است.

## خصوصیات
دیانو سن پیترو ۱۱٫۸ کیلومترمربع مساحت و ۱٬۱۱۵ نفر جمعیت دارد و ۸۳ متر بالاتر از سطح دریا واقع شده‌است.